# ۵۰۵ داندس
۵۰۵ داندس (انگلیسی: 505 Dundas) یک مسیر تراموا در سیستم تراموای تورنتو است که توسط کمیسیون حمل و نقل تورنتو در انتاریو، کانادا اداره می‌شود. این مسیر تقریباً U شکل است که عمدتاً در امتداد خیابان داندس بین ایستگاه‌های ایستگاه داندس غربی و ایستگاه برادویو در امتداد خط ۲ بلور–دانفورث حرکت می‌کند.